# Albert Riera i Pairó
Albert Riera i Pairó (Girona, 23 de novembre 1963) és un historiador i polític català, diputat al Parlament de Catalunya en la VII Legislatura.

## Biografia
Llicenciat en Geografia i Història per la Universitat de Barcelona, on també es diplomà en Teologia, Dret i Estudis Avançats en Història Medieval. Ha estat professor i director de l'Institut de Santa Coloma, membre de l'Institut d'Estudis Gironins i d'Educadors sense Fronteres. Ha rebut el premi de prosa de la Unió de Colles Sardanistes (1983), el premi Joan Reglà d'assaig (1986), el premi Maphre de periodisme (1986) i el premi Leandre Colomer d'Història de Catalunya (1996 i 1997).
Actualment treballa com a professor d'història a l'Institut Carles Rahola i Llorens. A més, fou Mestre en Gai Saber (1990).
Ha publicat articles d'història a la Revista de Girona. Militant d'UDC des de 1996, n'ha estat secretari comarcal i fou escollit regidor a l'ajuntament de Bàscara a les eleccions municipals espanyoles de 1995 i diputat a les eleccions al Parlament de Catalunya de 2003.

## Obres
- Bàscara (2001)
- La senyoria episcopal de Bàscara i l'organització de l'espai (1055-1302) (2003)